# باتريك ييزيك
باتريك ييزيك (بالتشيكية: Patrik Ježek)‏ هو لاعب كرة قدم تشيكي في مركز الوسط، ولد في 28 ديسمبر 1976 في بلزن في جمهورية التشيك. شارك مع منتخب التشيك تحت 17 سنة لكرة القدم ومنتخب جمهورية التشيك تحت 21 سنة لكرة القدم. أما مع النوادي، فقد لعب مع أدميرا فاكر مودلينغ وأوستريا فيينا وأوسكو باشينغ وتيرول إنسبروك وريد بول سالزبورغ وسبارتا براغ وفيكتوريا بلزن ونادي كارلسروه.

## وصلات خارجية
- باتريك ييزيك على موقع الاتحاد التشيكي (الإنجليزية)
- باتريك ييزيك على موقع قاعدة بيانات كرة القدم.إي يو (الإنجليزية)